# Szybowice
Szybowice is een dorp in de Poolse woiwodschap Opole. De plaats maakt deel uit van de gemeente Prudnik en telt 1041 inwoners.

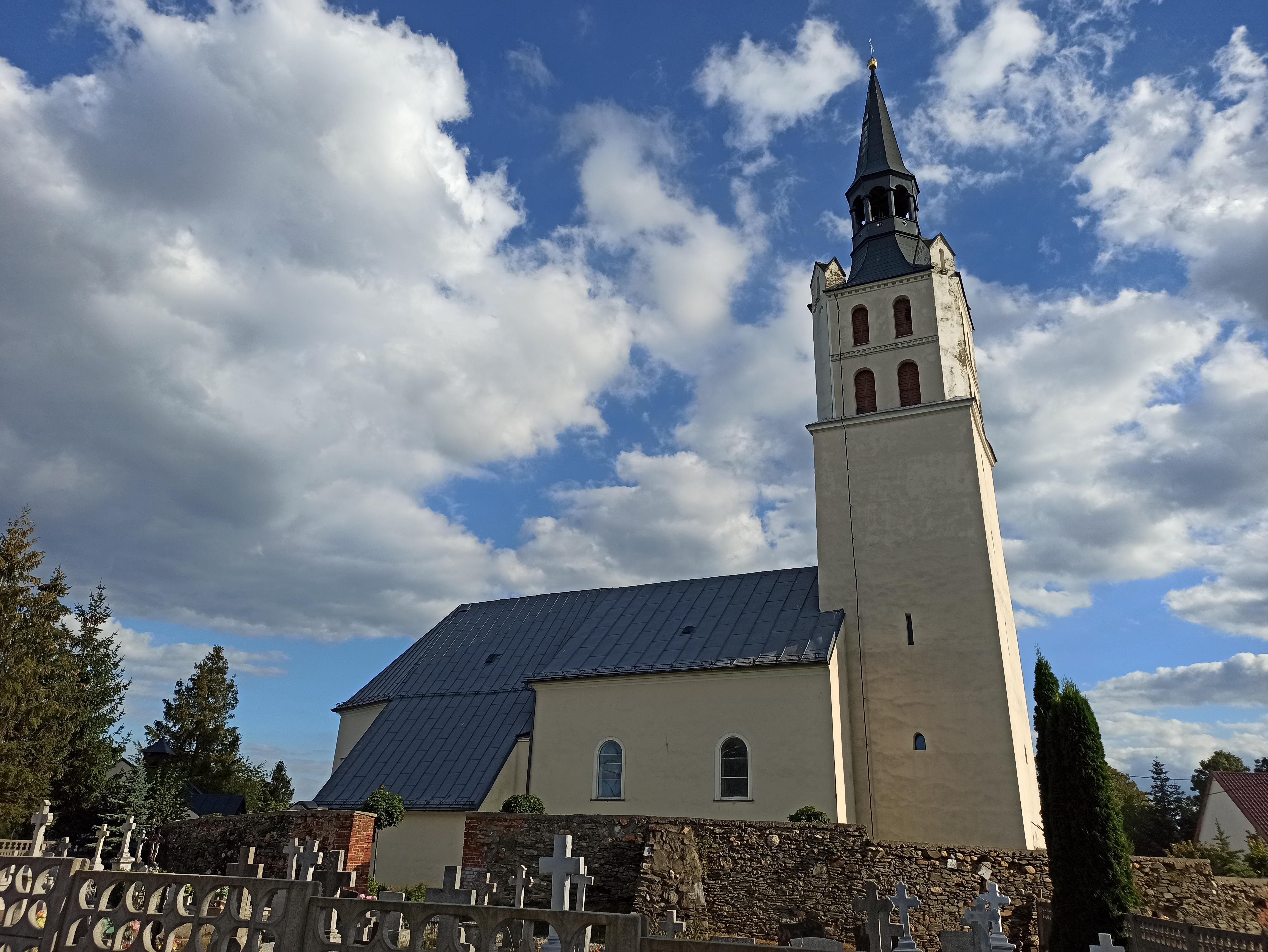